# La Roquette, Eure
La Roquette är en kommun i departementet Eure i regionen Normandie i norra Frankrike. Kommunen ligger i kantonen Les Andelys som tillhör arrondissementet Les Andelys. År 2022 hade La Roquette 236 invånare.

## Befolkningsutveckling
Antalet invånare i kommunen La Roquette
Referens:INSEE